# دياني سنكلير
دياني سنكلير (بالإنجليزية: Diane Sinclair)‏ هي راقصة وممثلة أمريكية، ولدت في 6 أبريل 1921، وتوفيت في 14 مايو 2011 بسبب مرض.

## وصلات خارجية
- دياني سنكلير على موقع IMDb (الإنجليزية)
- دياني سنكلير على موقع قاعدة بيانات برودواي على الإنترنت (الإنجليزية)
- دياني سنكلير على موقع قاعدة بيانات الفيلم (الإنجليزية)